# أنايس شوفالييه
أنايس شوفالييه (بالفرنسية: Anaïs Chevalier)‏ هي متسابقة بياثل فرنسية، ولدت في 12 فبراير 1993 في سان مارتان ديريس في فرنسا.

## وصلات خارجية
- أنايس شوفالييه على موقع IBU (الإنجليزية)
- أنايس شوفالييه على موقع الاتحاد الدولي للتزلج (التزلج الريفي) (الإنجليزية)
- أنايس شوفالييه على موقع اللجنة الأولمبية الدولية (الإنجليزية)
- أنايس شوفالييه على موقع أوليمبيديا (الإنجليزية)
- أنايس شوفالييه على موقع اللجنة الأولمبية الفرنسية (مؤرشف) (الفرنسية)